# 빌리란섬
빌리란섬(Biliran Island)은 유황을 내뿜는 활화산인 빌리란 화산을 가진 섬으로, 필리핀 동비사야 지방의 빌리란주를 구성하는 중심 섬이다. 필리핀 중부 비사야 제도에 위치한다.
이 섬은 필리핀에서 가장 활발한 화산 활동을 하는 섬 중 하나이다.

## 화산
- 암석유형: 푸르스름하고, 검은 각섬석을 포함한 각섬석 안산암 (hornblende andesite)
- 지체구조: 빌리란 화산은 동부 필리핀에 있는 곡선형의 띠를 이룬 4구 화산으로 동쪽의 필리핀 해구와 평행하게 위치한다.

### 화산활동
- 역사적 분출 횟수: 56회
- 최근 분출: 1939년 9월 26일
- 지점: 분화구
- 분출 특성: 암설 사태(Debris avalanche)
- 영향 지역 / 참고: 카이비란과 인접 지역에 6.35 cm 두께의 화산재가 쌓임
- 감시활동: 1954년 단기 감시

## 행정 구역
주변의 도시와 읍으로는 다음과 같은 것들이 있다.
- 카와얀
- 알메리아
- 쿨라바
- 마리피피
- 나발
- 카이비란
- 빌리란
- 카부크가얀

## 지형

### 온천
- 빌리란 중앙 – 리브통 지열 지역(12개의 온천과 1개의 기포 풀)
- 빌리란 북부 – 파나마오 지열 지역
- 아나스 지열 지역
- 빌리란 남부 – 칼람비스 지열 지역

### 주변 화산체
- 파나마오(해발 107 m)
- 구만산(해발 1,064 m)
- 라우안(해발 1,187 m)
- 수이로(해발 1,301 m)